# La Crucita
La Crucita är en ort i Mexiko.   Den ligger i kommunen Pisaflores och delstaten Hidalgo, i den sydöstra delen av landet, 200 km norr om huvudstaden Mexico City. La Crucita ligger 948 meter över havet och antalet invånare är 262.
Terrängen runt La Crucita är bergig åt sydväst, men åt nordost är den kuperad. Runt La Crucita är det ganska tätbefolkat, med 60 invånare per kvadratkilometer. Närmaste större samhälle är Tamazunchale, 16,9 km öster om La Crucita. I omgivningarna runt La Crucita växer i huvudsak städsegrön lövskog.